# 637
637 (DCXXXVII na numeração romana) foi um ano comum do século VII, do Calendário Juliano, da Era de Cristo, teve início e fim em uma quarta-feira, com a letra dominical E. Segundo o horóscopo chinês, foi o ano do Galo.
| ano completo                        |
| ----------------------------------- |
| Ano comum com início à quarta-feira |

## Eventos
Batalha de Cadésia - derrota do Império Persa frente aos árabes muçulmanos.

## Mortes
- Wen Yanbo, chanceler chinês da dinastia Tang (n. 575)
- André de Cesareia, bispo e escritor, (n. 563)